# Luiz José Marques
Luiz José Marques, mais conhecido como Luizinho (Porto Alegre, 17 de agosto de 1926 — Porto Alegre, 29 de dezembro de 2014) foi um futebolista brasileiro que atuou como atacante.

## Biografia
Luizinho iniciou a carreira nos juvenis do São José, onde permaneceu até 1942. Transferiu-se para o Força e Luz. Em 1944, foi para o Cruzeiro de Porto Alegre, sendo promovido à categoria de profissional no ano seguinte.
No Cruzeiro, foi vice-campeão citadino de 1945 e conquistou a Taça Cidade de Porto Alegre de 1947. No início de 1948, foi vendido ao Flamengo do Rio de Janeiro, onde jogou até o ano seguinte.
Em 1950, defendeu o Nacional de Porto Alegre, indo para o Internacional no ano seguinte. Foi três vezes campeão gaúcho. Jogou ainda no Renner.
Pela Seleção Brasileira, atuou em cinco partidas, marcando um gol. Sagrou-se campeão do Campeonato Pan-Americano de 1956, no México.

## Morte
Em 27 de outubro de 2014, teve um AVC após sofrer uma queda, sendo internado no Hospital Mãe de Deus, em Porto Alegre. Luizinho morreu no dia 29 de dezembro de 2014, aos 89 anos de idade.

## Tìtulos
Cruzeiro de Porto Alegre
- Taça Cidade de Porto Alegre: 1947

Internacional
- Campeonato Gaúcho: 1952, 1953 e 1955

Seleção do Brasil
- Campeonato Pan-Americano: 1956

## Estatísticas

### Seleção Brasileira
|    | Data                | Local                                                    | Resultado | Adversário | Gols | Competição                       |
| -- | ------------------- | -------------------------------------------------------- | --------- | ---------- | ---- | -------------------------------- |
| 1. | 1º de março de 1956 | Estádio Olímpico Universitário, Cidade do México, México | 2–1       | Chile      | 1    | Campeonato Pan-Americano de 1956 |
| 2. | 6 de março de 1956  | Estádio Olímpico Universitário, Cidade do México, México | 1–0       | Peru       | 0    | Campeonato Pan-Americano de 1956 |
| 3. | 8 de março de 1956  | Estádio Olímpico Universitário, Cidade do México, México | 2–1       | México     | 0    | Campeonato Pan-Americano de 1956 |
| 4. | 13 de março de 1956 | Estádio Olímpico Universitário, Cidade do México, México | 7–1       | Costa Rica | 0    | Campeonato Pan-Americano de 1956 |
| 5. | 18 de março de 1956 | Estádio Olímpico Universitário, Cidade do México, México | 2–2       | Argentina  | 0    | Campeonato Pan-Americano de 1956 |

Seleção Brasileira
| Ano   |       |      |       |
| Ano   | Jogos | Gols | Média |
| ----- | ----- | ---- | ----- |
| 1956  | 5     | 1    | 0,20  |
| Total | 5     | 1    | 0,20  |